# Tabula Clesiana

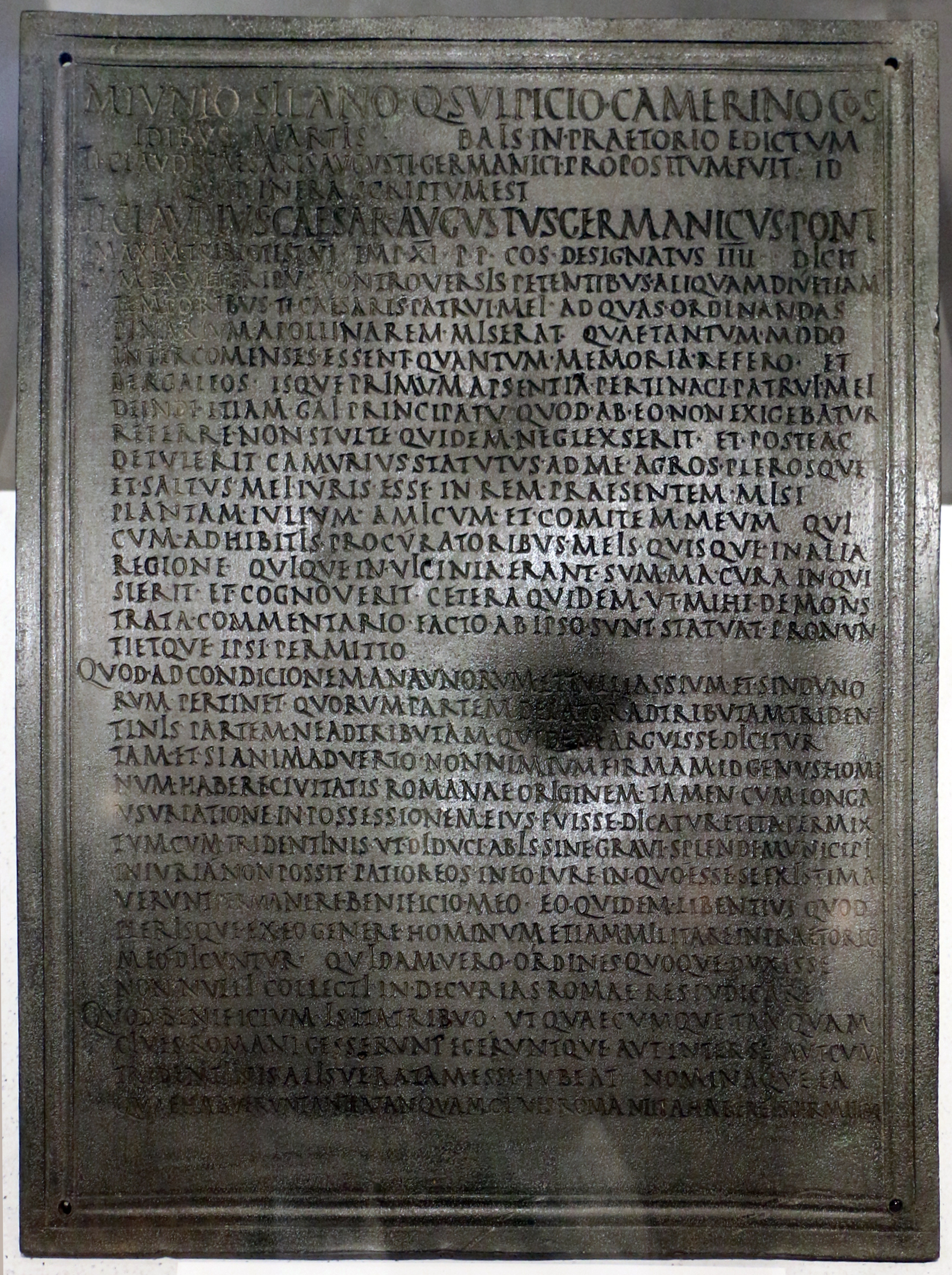
Tabula Clesiana

Die Tabula Clesiana ist eine Bronzetafel aus der Römerzeit, die 1869 auf den „Campi Neri“ bei der Ortschaft Cles im Nonstal im westlichen Trentino bei der Aushebung eines Grabens in 60 cm Tiefe gefunden worden ist. Sie wird im Museum des Castello del Buonconsiglio in Trient aufbewahrt. Eine originalgetreue Kopie ist im Rätischen Museum in Sanzeno zu sehen, das sich unter anderem mit der römischen Besiedlung des Nonstales befasst.

## Beschaffenheit und Inhalt

### Beschreibung
Die Tafel mit den Maßen 50 × 38 × 0,61 cm ist aus qualitativ hochwertigem Material hergestellt, wiegt 7,140 kg und befindet sich in einem guten Zustand. Die Regelmäßigkeit der Schriftführung, der optische Gesamteindruck und der amtlich korrekte Stil der Inschrift weisen auf eine hoch spezialisierte Werkstatt hin. An den Ecken der Tafel sind die Löcher für die Nägel zu ihrer Anbringung zu sehen.

### Inhalt
Sie ist mit einer Inschrift versehen, die einen Erlass des römischen Kaisers Claudius aus dem Jahr 46 n. Chr. zum Gegenstand hat. Im Vorspann des eigentlichen Erlasses werden das genaue Datum, den Idibus Martis (15. März), die zwei amtsführenden Konsuln und der Kaiser mit seinen Titeln aufgeführt. Der Text ist eine kaiserliche Verfügung, in der er zu zwei ihm zur Kenntnis gebrachten konkreten und voneinander unabhängigen Sachverhalten Stellung bezieht. Die einzige Gemeinsamkeit besteht anscheinend darin, dass es sich um Fälle handelt, die mit den Alpen zu tun hatten.
Im ersten Fall geht es um alte Streitigkeiten zwischen zwei Volksstämmen, die in der Gegend des Comersees und nördlich davon im heutigen Bergell siedelten. Sie stritten sich um Ländereien, die im Lichte neuer Informationen, die dem Kaiser durch Camurius Statutus zugetragen wurden, im Besitz des Kaisers waren. Der Kaiser beauftragt seinen Verwalter Julius Planta, den Fall an Ort und Stelle genau zu untersuchen und nach seinem Gutdünken eine Entscheidung zu fällen, die er ihm dann zur Kenntnis bringen soll.
Im zweiten Fall geht es um den rechtlichen Status von Stammesangehörigen, die in den tridentinischen Tälern lebten. Die im Nonstal ansässigen Anauni und die möglicherweise in benachbarten Talschaften siedelnden Sinduni und Tuliassi waren auch Jahrzehnte nach der Eingliederung des Territoriums, in dem sie lebten, in das römische Reich noch nicht in den Genuss des römischen Bürgerrechts gelangt. Sie hatten höchstens den Rechtsstatus von adtributi, die einem municipium angegliedert waren und darauf hoffen konnten, irgendwann in der Zukunft – gleichsam nach einer Probezeit – das volle römische Bürgerrecht zugesprochen zu bekommen. Nur die römischen Bürger, die cives, konnten bestimmte Rechtsgeschäfte abschließen oder bestimmte Verwaltungsfunktionen bekleiden. Wie aus dem Text hervorgeht, scheint zwischen den cives des municipium tridentinum und den genannten angegliederten Stämmen eine dermaßen enge familiäre, soziale und wirtschaftliche Vermischung stattgefunden zu haben, dass sich diese als römische Bürger ausgaben und wie selbstverständlich in wichtigen Posten der römischen Verwaltung (z. B. in der Prätorianergarde) zu finden waren, die nur vollwertigen Bürgern zugänglich hätten sein sollen. Dem Kaiser scheint die rechtliche Lage so verworren vorgekommen zu sein, dass er sich dazu entschließt, die nachträgliche Sanierung einer Unzahl von Einzelfällen in der Weise vorzunehmen, dass er den angeführten Volksstämmen pauschal die römischen Bürgerrechte verleiht.

### Bedeutung
Der Fund dieser Bronzetafel hat seinerzeit für beträchtliches Aufsehen gesorgt, so dass sich sogar Theodor Mommsen in einem Traktat mit der darin enthaltenen Rechtsmaterie befasst hat. Die Tafel liefert wertvolle Einsichten in lokale Gegebenheiten jener Zeit, wie zügig die romanische Assimilierung peripherer gebirgiger (rätischer) Gebiete vonstattengegangen ist, deren Bevölkerung in allen Bereichen die römische Lebensweise übernommen hat. Sie benennt erstmals die Stämme der Tuliassi und der Sinduni, deren korrekte Lokalisierung auch heute nur hypothetisch möglich ist.

### Text
M(arco) Iunio Silano Q(uinto) Sulpicio Camerino co(n)s(ulibus)
Idibus Marti(i)s Bai(i)s in praetorio edictum
Ti(beri) Claudi Caesaris Augusti Germanici propositum fuit id quod infra scriptum est
Ti(berius) Claudius Caesar Augustus Germanicus pont(ifex)
maxim(us) trib(unicia) potest(ate) VI imp(erator) XI p(ater) p(atriae) co(n)s(ul) designatus IIII dicit
cum ex veteribus controversis petentibus aliquamdiu etiam
temporibus Ti(beri) Caesaris patrui mei ad quas ordinandas
Pinarium Apollinarem miserat quae tantum modo
inter Comenses essent quantum memoria refero et
Bergaleos isque primum apsentia pertinaci patrui mei
deinde etiam Gai principatu quod ab eo non exigebatur
referre non stulte quidem neglexserit et posteac
detulerit Camurius Statutus ad me agros plerosque
et saltus mei iuris esse in rem praesentem misi
Plantam Iulium amicum et comitem meum qui
cum adhibitis procuratoribus meis quisque in alia
regione quique in vicinia erant summa cura inqui
sierit et cognoverit cetera quidem ut mihi demons
trata commentario facto ab ipso sunt statuat pronun
tietque ipsi permitto
quod ad condicionem Anaunorum et Tulliassium et Sindu
norum pertinet quorum partem delator adtributam Triden
tinis partem ne adtributam quidem arguisse dicitur
tam et si animadverto non nimium firmam id genus homi
num habere civitatis Romanae originem tamen cum longa
usurpatione in possessionem eius fuisse dicatur et ita permix
tum cum Tridentinis ut diduci ab i(i)s sine gravi splendi municipi(i) 
iniuria non possit patior eos in eo iure in quo esse se existima
verunt permanere benificio meo eo quidem libentius quod
plerisque ex eo genere hominum etiam militare in praetorio
meo dicuntur quidam vero ordines quoque duxisse
non nulli collecti in decurias Romae res iudicare
quod benificium i(i)s ita tribuo ut quaecumque tanquam
cives Romani gesserunt egeruntque aut inter se aut cum
Tridentinis alisve ratam esse iubeat nominaque ea
quae habuerunt antea tanquam cives Romani ita habere i(i)s permittam

### Übersetzung
Tiberius Claudius Caesar Augustus Pontifex Maximus … verfügt:
Da seit langem alte Streitigkeiten bestehen, die auf die Zeiten meines Onkels, des Kaisers Tiberius zurückgehen, der den Pinarius Apollinaris beauftragt hatte, den Streit zwischen den Comern und soviel ich mich erinnere, den Bergaliern zu schlichten, kam es wegen der dauernden Abwesenheit meines Onkels nie zu einem Entschluss und das ebenso wenig unter der Herrschaft des Gaius (Caligula), weil dieser wohl aus besserer Einsicht nie einen Bericht darüber angefordert hatte. Als mir dann Camurius Statutus mitgeteilt hatte, dass ein Großteil jener Gründe und Wälder, um die es ging, zu meinem Besitz gehören, entsandte ich meinen Freund und Kameraden Julius Planta an Ort und Stelle, damit er mit meinen Bevollmächtigten, die aus der dortigen und aus benachbarten Gegenden zu bestimmen sind, fleißige Erhebungen anstelle und den wahren Sachverhalt ergründe, denselben habe ich auch bevollmächtigt, zu bestimmen und zu beschließen, was ihm am günstigsten erscheint – er soll mir dann persönlich darüber Bericht erstatten.
Was nun die Lage der Anauni, Tulliassi und Sinduni betrifft, von denen mir berichtet wurde, ein Teil sei den Tridentinern, ein Teil aber noch niemandem zugeteilt, so muss ich zwar gestehen, dass das römische Bürgerrecht dieser Volksstämme auf recht unklarer Herkunft beruht; andererseits sagt man, dass diese Leute es schon lange besitzen und dass sie derart mit den Tridentinern vermischt sind, dass man sie nicht ohne schweren Schaden für diese herrliche Gemeinde daraus loslösen könnte. Ich gestatte daher, dass sie, kraft meiner Gnade und Gunst, in dem Zustand verbleiben mögen, den sie sich angemaßt haben, und dies um so lieber, als mir gesagt wird, dass viele unter ihnen auch bei den Prätorianern dienen und einige von ihnen dort sogar Kommandoposten innehaben, und dass nicht wenige unter ihnen in den Dekurien in Rom richterliche Funktionen ausgeübt haben. Diese meine Gunst verleihe ich ihnen dermaßen, dass alles, was sie als römische Bürger taten und ausführten, sowohl untereinander, mit den Tridentinern oder mit anderen, auf meinen Befehl beglaubigt werde, und ich erlaube, dass ihnen jene Titel bestätigt werden, die sie schon früher innehatten, so, als ob sie römische Bürger wären.

## Rezeption
Der Aufsehen erregende Fund wurde im späten 19. und frühen 20. Jahrhundert rasch im Rahmen der nationalistisch aufgeheizten Debatte um den Tirol-Trentiner Raum funktionalisiert. Er diente irrendentischen Autoren als Beleg für eine frühe Romanität des südlichen, damals noch zu Österreich-Ungarn gehörenden Tirols. Insbesondere der Trentiner Historiker Giovanni Oberziner postulierte in seinem 1883 erschienenen Werk I Reti in relazione cogli antichi abitatori d’Italia die Latinität des gesamten südlich des Brenners gelegenen Gebiets.